# Basílica de los Santos Cosme y Damián (Alberobello)
La iglesia de los Santos Cosme y Damián es la iglesia parroquial de Alberobello, en la ciudad metropolitana de Bari y diócesis de Conversano-Monopoli. Forma parte de la zona pastoral de Alberobello.

## Historia
En 1609 existía en Alberobello una capilla dedicada a la Santísima Virgen de las Gracias; mientras el culto a los santos Cosme y Damián está atestiguado a partir de 1636. 
El obispo de Conversano Giuseppe Palermo elevó el lugar de culto a iglesia parroquial en 1665, pero pocos años más tarde la disposición fue revocada a instancias de la poderosa familia Acquaviva. A partir de 1725 la iglesia se vio afectada por ampliaciones. A partir de 1797 renació en la comunidad de Alberobello el deseo de autonomía parroquial, que luego fue concedida en 1814 con el territorio desmembrado de la matriz de Noci  .Entre 1881 y 1885 se reconstruyó la fachada según un diseño del arquitecto Antonio Curri. Posteriormente el resto del edificio también se vio afectado por una renovación según su diseño, de la que sólo no se levantó la cúpula. Fue declarada santuario en 1938 y en 1966 se instaló el nuevo altar de mármol. En 2000 también recibió el título de basílica menor.

## Descripción

### Exterior
Su fachada, orientada al sur y caracterizada por un gran pórtico, tiene una gran serliana en el centro que permite el acceso al portal de entrada arquitrabado y a los lados otros dos pasillos coronados por ventanas geminadas ; la fachada también está adornada con pilastras y semicolumnas corintias que sostienen el entablamento dentado y el tímpano triangular.
Sobre la fachada se elevan los dos campanarios gemelos, cada uno de los cuales tiene, a la altura de la cella, a cada lado una serliana protegida por una balaustrada y está coronado por un chapitel piramidal apoyado sobre el tamboril.

### Interno

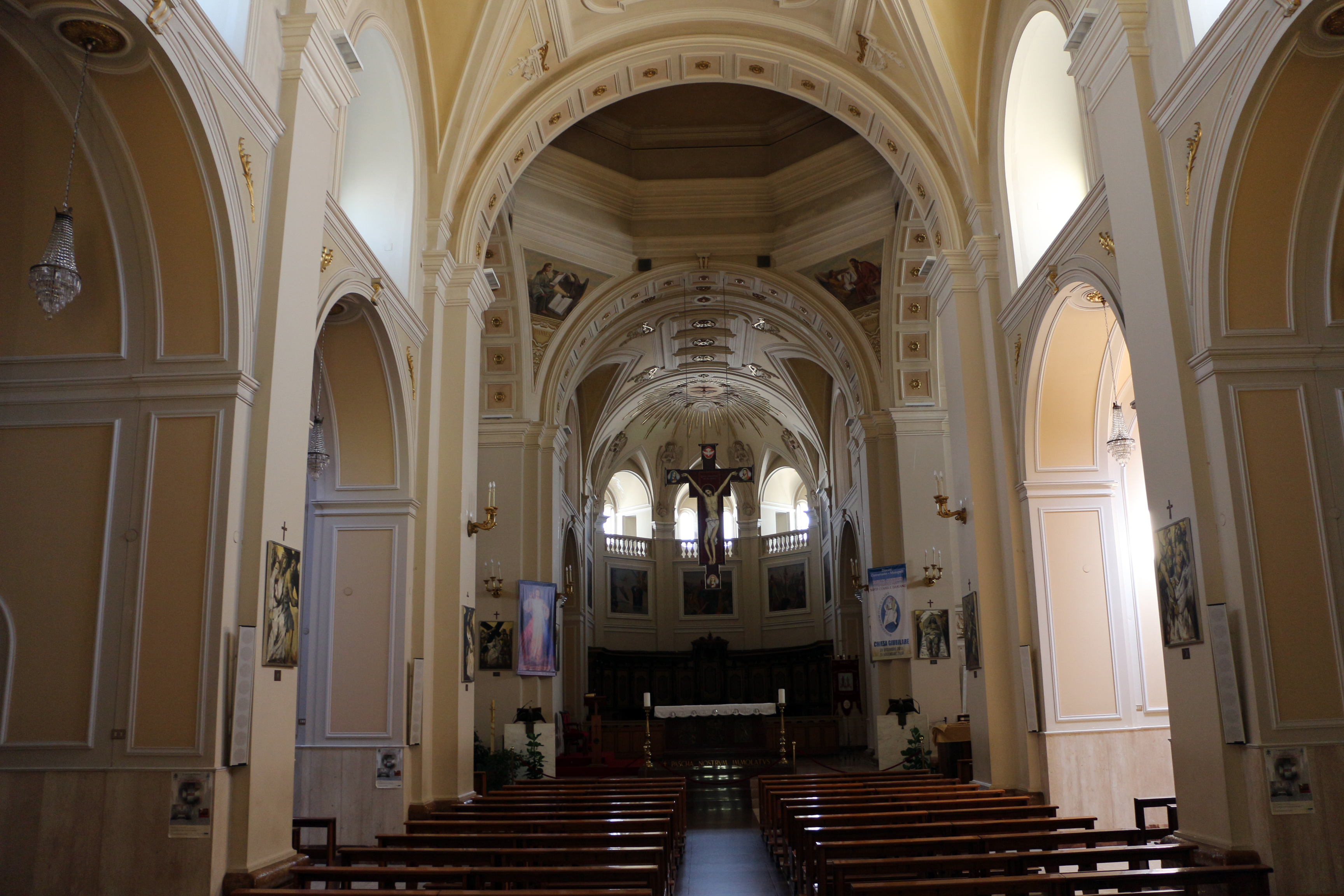
El interior

Es de planta de cruz latina con crucero, se compone de una sola nave, a la que dan las capillas laterales, interconectadas entre sí introducidas por arcos de medio punto sobre los que discurre un marco moldurado, y cuyos muros están salpicados por pilastras con capiteles dóricos que sostienen las bóvedas; al fondo del salón se encuentra el presbiterio, elevado por unos escalones y cerrado por el ábside poligonal, dentro del cual se ubica el coro de madera.
Aquí se conservan varias obras valiosas, entre ellas el cuadro con el tema Última Cena, pintado por Marco Sgobba, los dos lienzos que representan la Misericordia de Dios y Jesús Maestro, pintados en 1979 por Onofrio Bramante, también autor de las catorce estaciones del Vía Crucis, y las dos estatuas que representan a San Cosme y San Damián, creadas respectivamente por Francesco Paolo Antolini en 1782 y por Luca Abbattista en 1784.